# Elly en Rikkert

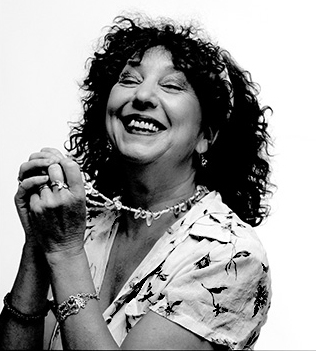
Elly Zuiderveld-Nieman

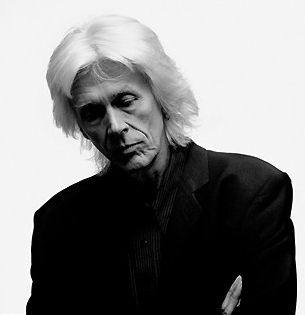
Rikkert Zuiderveld

Elly en Rikkert is een Nederlands echtpaar dat voornamelijk christelijke liedjes zingt, bestaande uit Elly Zuiderveld-Nieman en Rikkert Zuiderveld. Binnen christelijk Nederland zijn ze vooral bekend door hun kinderliedjes. Daarnaast heeft het koppel een uitgebreid oeuvre aan liedjes voor volwassenen. 

## Ontstaan
Nieman en Zuiderveld leerden elkaar kennen in 1966 bij hun gezamenlijke vriend Jop Pannekoek in Amsterdam. Nieman had toen pas het 'Cabaret der onbekenden' gewonnen en bij Philips Phonogram een lp opgenomen: Elly Nieman. Diezelfde avond traden zij gedrieën op voor studenten, waarna ze een tijd lang het trio 'Zwart zaad' vormden. In De Waag van Haarlem traden zij op; uit die tijd komt Het narrenschip. Zuiderveld maakte ook de elpee Achter Glas. Pannekoek werd een bekende televisieregisseur.
Nieman en Zuiderveld trouwden in 1968 in Amsterdam, gingen steeds meer optreden als duo en verhuisden al spoedig naar Tuil, een dorp in de Betuwe, waar hun eerste zoon werd geboren. Drie jaar later verhuisden ze naar Uffelte. Ze werden bekend in de hippiewereld, leefden in een commune in Drenthe en musiceerden met artiesten als Joost Nuissl, Ramses Shaffy, Boudewijn de Groot en Dimitri van Toren. Het eerste duet van Elly en Rikkert heette Vreemde vogels en hun eerste album als duo was Een ander land (geproduceerd door Tony Vos). Daarna maakte het echtpaar samen met muziekproducent Tim Griek vele elpees.
Een van hun bekendste nummers uit die tijd was De kauwgomballenboom uit oktober 1971 (van de elpee De draad van Ariadne), een single plaats 4 van de Tipparade haalde. Alles is vrij uit januari 1973 haalde een 18e plaats in de Tipparade. Hun kindermusical Het Oinkbeest uit 1972 wordt nog regelmatig op scholen opgevoerd.
In 1975 besloten Elly en Rikkert op zoek te gaan naar "de zin van het leven" en kochten ze een Mercedesbus met de bedoeling ermee naar India te rijden, op zoek naar de waarheid, misschien een goede goeroe of wijsgeer. Al na enkele maanden kwamen ze echter weer terug, want ook op reis vonden ze niet wat ze zochten. Ze vonden opnieuw een huisje in het noorden van Nederland, in Paasloo.

## Bekering
Tijdens de huwelijksplechtigheid van communevrienden bekeerden ze zich tot het christendom (rond 1976). Elly was als kind rooms-katholiek opgegroeid, Rikkert kwam uit een humanistisch-socialistisch milieu. Ze werden beiden overtuigd door de woorden van Jezus Christus en gingen door met wat ze het liefste deden en doen: muziek maken. Hun teksten veranderden echter. Jan van den Bosch, hoofd jongerenprogramma's van de Evangelische Omroep, was na een ontmoeting onder de indruk van het koppel en nodigde hen uit.
In 1977 traden Elly en Rikkert op tijdens een van de eerste EO-Jongerendagen. In die tijd verscheen de elpee Levend water en al gauw volgden er meer. Hun eerste kinderalbum was getiteld Vertel het aan de mensen. Maar het echtpaar bleef ook schrijven en zingen voor volwassenen. In de jaren '80 verhuisden ze met hun drie kinderen naar Barneveld. Daar begonnen ze weer wat meer maatschappijgerichte teksten te schrijven. Maskers af was het eerste album in die stijl.

### Kindermuziek
Elly en Rikkert hebben veel kinderliedjes op elpees, muziekcassettes en later cd's uitgebracht samen met de koren Kids Crew uit Utrecht en Spetters en Friends (Fountainkoren, voorheen In de Ruimte Koren) uit Soest.
In 2004 kwamen er twee dvd's uit: een voor volwassenen en een voor kinderen. Op die voor volwassenen stonden opnamen van verschillende programma's van regisseur Nico Rasch (EO). Deze dvd was getiteld Al die jaren. De dvd voor kinderen had als titel Een Kinderconcert met Elly en Rikkert (Disky/Sabra). Hierop stonden onder meer de liedjes Hij is de Rots, Gefeliciteerd, en Onze Vader. Op 26 mei 2007 hielden Elly en Rikkert een reünie ter gelegenheid van het 25-jarig bestaan van de Fountainkoren, waarmee ze al jaren kinderalbums opgenomen hadden.
Zij waren ook samen te zien in het programma De Ark van Stekeltje als de Rode Buurvrouw en als Meester Prikkebeen. De laatste rol is typerend voor de wijze waarop Elly en Rikkert omgaan met hun hippieverleden: toen Elly Zuiderveld nog Elly Nieman heette, zong ze het duet Prikkebeen van en met Boudewijn de Groot. Elly speelde vanaf september 2006 in Elly en de Wiebelwagen. Ook van dat programma zijn vele cd's en dvd's uitgebracht.

### Latere jaren
In de jaren 2000 is er van zowel Rikkert als Elly een solo-cd verschenen. Die van Rikkert was getiteld Solo (2007) en die van Elly Circusprinses (2009). Ze schrijven beiden boeken en Rikkert is ook dichter. Van hem kwam in 2010 het boek De dikke Rikkert uit. Elke vrijdagavond rond 19.00 uur is hij als 'dichter van de dag' te horen in het NPO Radio 1-programma Dit is de dag.
Naast hun vele kinderconcerten speelt het duo ook nog steeds kleinkunst, onder meer op het folkfestival Na Fir Bolg te Vorselaar in België, De Amer in Amen (Drenthe), De Schuur in Noorderwijk, België en Blommenkinders-festival.
Op 31 maart 2013 vierden Elly en Rikkert in Carré hun 45-jarig jubileum als duo met een concert samen met het Metropole Orkest en gastoptredens van onder meer Lenny Kuhr, Dimitri van Toren, Hans Vermeulen, Sharon Kips en Jan Rot. Een registratie van dit concert werd op 12 april 2013 uitgezonden door Omroep MAX. In juni 2015 kwam hun 50ste cd uit, In het voorbijgaan.
Met hun show 50 jaar mooi geweest toerden ze van medio 2019 tot maart 2020 voor het laatst langs meer dan twintig theaters in Nederland en drie in België met hun vrienden en veelzijdige muzikanten Jan Borger (keyboards en accordeon), Dick Le Mair (percussie) en Peter van Essen (viool). Daarna stopten ze officieel met optreden, hoewel ze (anno 2023) nu en dan nog wel op een podium verschijnen.

## Persoonlijk
Elly en Rikkert hebben vier kinderen, onder wie een pleegdochter.

## Discografie
- 1969 Een ander land
- 1971 De draad van Ariadne
- 1971 Parsifal
- 1972 Het Oinkbeest
- 1973 Maarten en het witte paard
- 1973 Adem
- 1974 Sta op en wandel
- 1976 Levend Water
- 1977 Al je haren zijn geteld
- 1978 De late regen
- 1978 Vertel het aan de mensen
- 1980 Alles in alles
- 1981 Kom en zie
- 1983 Zend mij
- 1983 Samen
- 1984 Maskers af
- 1986 Het hart op de tong
- 1986 We hebben allemaal wat
- 1988 Jarenlang
- 1989 Bellen blazen
- 1990 Een boom vol liedjes 1
- 1990 Daar gaan we dan
- 1990 Eigen keuze
- 1991 Koorddanser
- 1991 Een boom vol liedjes 2
- 1992 Een boom vol liedjes 3
- 1993 Witte zwanen zwarte zwanen
- 1994 Eigen keuze deel 2
- 1994 Vrede vrede
- 1995 De tranen van de kleine mensen
- 1995 Bewaar het in je hart
- 1996 Kom maar gewoon
- 1996 De ark van Stekeltje
- 1997 Thuis
- 1997 Van het water en de oever
- 1998 30 jaar onderweg
- 1998 Wonder boven wonder
- 1999 Wereldwijs
- 1999 Piekobello
- 1999 Glitter
- 2000 Een boom vol Kerstliedjes
- 2000 Weet je dat de lente komt
- 2000 Reisverhalen
- 2001 De ark van Stekeltje gaat op reis
- 2001 Spiksplinternieuw
- 2001 Dubbelgoud
- 2002 Voor de allerkleinsten
- 2002 Bûter, brea en ... Elly & Rikkert
- 2002 De sleutel van andermansland
- 2002 Geloven als een kind
- 2003 Gefeliciteerd
- 2003 Knuffeltijd
- 2003 Op reis, op reis!
- 2005 De steen is weg
- 2005 De omgekeerde wereld
- 2008 Een gat in de lucht
- 2012 Groter groeien
- 2013 Koorddanser/ Reisverhalen/van het water en de oever
- 2014 Levend water/Al je haren/De late regen/Alles in Alles
- 2015 In het voorbijgaan